# Simulium brachycladum
Simulium brachycladum es una especie de insecto del género Simulium, familia Simuliidae, orden Diptera.
Fue descrita científicamente por Lutz & Pinto, 1932.